# Jyväskylä
Jyväskylä este un oraș în sudul Finlandei lângă lacurile Päijänne și Keitele. Este bine cunoscut pentru clădirile sale planificate de arhitectul Alvar Aalto, pentru facilitățile sale educaționale și pentru campionatul internațional de raliu Neste, care are loc în Jyväskylä în fiecare an. Este și locul de naștere a prim-ministrului finlandez Matti Vanhanen.

## Demografice
Jyväskylä are o populație de 128.016 (2009) în municipiu și 134.000 de oameni în zona urbană. Are o suprafață de 136,9 km² și o densitate de 766/km².

## Personalități născute aici
- Tomi Petrescu (n. 1986), fotbalist de origine română.

1. ↑  Suomen pinta-ala kunnitain 1.1.2023 (PDF)